# Região Geográfica Imediata de Santana do Livramento
A Região Geográfica Imediata de Santana do Livramento é uma das 43 regiões imediatas do estado brasileiro do Rio Grande do Sul, uma das 3 regiões imediatas que compõem a Região Geográfica Intermediária de Uruguaiana e uma das 509 regiões imediatas no Brasil, criadas pelo IBGE em 2017. É composta de 3 municípios.

## Municípios
| Município             | População (2010) | População (2022) | PIB (em mi, 2019) | PIB per capta (2019) |
| --------------------- | ---------------- | ---------------- | ----------------- | -------------------- |
| Quaraí                | 23 021           | 23 475           | R$ 480 145        | R$ 21 164            |
| Rosário do Sul        | 39 707           | 36 343           | R$ 929 897        | R$ 23 588            |
| Santana do Livramento | 82 464           | 83 764           | R$ 2 617 268      | R$ 33 979            |
| Total                 | 145 192          | 143 582          | R$ 4 027 310      | R$ 28 945            |